# حارة القاهرة الجديدة (المنصورة)
حارة القاهرة الجديدة هي إحدى حارات حي تلال شمسان الواقع بمديرية المنصورة التابعة لمحافظة عدن، بلغ تعداد سكانها 2108 نسمة حسب تعداد اليمن لعام 2004.